# Manoir de Fuglsang
 (juin 2021).
Fuglsang est un manoir du XIXe siècle aujourd'hui exploité par Det Classenske Fideicommis (en) en tant que centre culturel et domaine agricole actif à Toreby sur l'île de Lolland, dans le sud-est du Danemark. Le bâtiment principal sert de lieu de concerts classiques ainsi que d'autres activités culturelles. Le centre culturel comprend également le Musée des Beaux-Arts de Fuglsang, situé dans un bâtiment spécialement conçu par l'architecte britannique Tony Fretton.

## Histoire ancienne
L'histoire du domaine remonte à 1368. Le château fort d'origine était situé quelques centaines de mètres plus au nord, où l'on peut encore voir des vestiges. L'emplacement au bord du marais où le ruisseau Flintinge débouche dans le détroit de Guldborgsund, à proximité du seul gué de la région, a donné au lieu une importance stratégique.
Au XVIe siècle, Fuglsang a été reconstruit à son emplacement actuel situé sur un îlot plus grand, entouré de larges douves. Ce bâtiment a été démoli en 1849 et remplacé par un corps de logis néoclassique. Le parc, encore visible aujourd'hui, a également été créé à ce moment. Rolf Viggo de Neergaard a repris la propriété de ses parents en 1866, mais en raison d'attaques fongiques sur le bois, le bâtiment qui venait d'être construit 26 ans plus tôt a dû être démoli.
Le bâtiment actuel a été construit de 1868 à 1869 sur les plans de l'architecte Jens G. Zinn, cousin de Rolf Viggo de Neergaard. Cet architecte est connu pour plusieurs bâtiments de la base navale Holmen à Copenhague conçus par lui.

## Retraite d'artistes
En 1885, de Neergaard épouse sa cousine Bodil Neergaard, fille du compositeur Emil Hartmann, et ensemble ils ouvrent leur maison à un grand nombre d'artistes et musiciens. Le compositeur norvégien Edvard Grieg et le compositeur danois Carl Nielsen sont des visiteurs fréquents et des amis proches du couple,. En été, des concerts privés sont donnés chaque soir par et pour les nombreux musiciens hôtes de Fuglsang. 

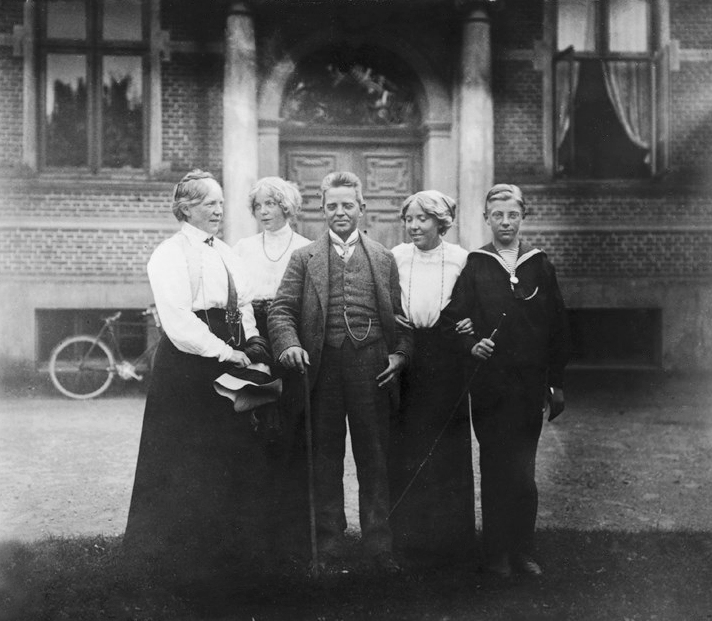
Carl Nielsen et sa famille au manoir de Fuglsang.

À la mort de son mari en 1915, Bodil Neergaard continue seule à gérer le domaine et y organise la vie sociale et religieuse. En 1947, elle lègue le domaine à une fiducie, la Classenske Fideicommis, à condition que sa maison et son jardin deviennent une retraite pour artistes à sa mort. Après son décès en 1959, le Refugiet Fuglsang est fondé en 1962 et sert de "refuge" pour artistes et autres personnalités jusqu'à sa fermeture en 1995. L'année suivante, une société musicale locale est fondée, organisant neuf concerts annuels. Depuis 1997, le Storstrøm Chamber Ensemble, un ensemble de neuf musiciens professionnels donnant des concerts et enseignements, a établi son domicile dans l'ancienne demeure du fermier en chef de Fuglsang, reconvertie en centre culturel, avec salle de concert propre (sous le nom de Kumus).
En janvier 2008, le musée d'art de Fuglsang ouvre ses portes dans un bâtiment construit à cet effet à proximité du bâtiment principal de Fuglsang. Un accord avec l'Université de Copenhague permet aussi l'organisation de nombreuses activités culturelles et académiques.

## Intérieur

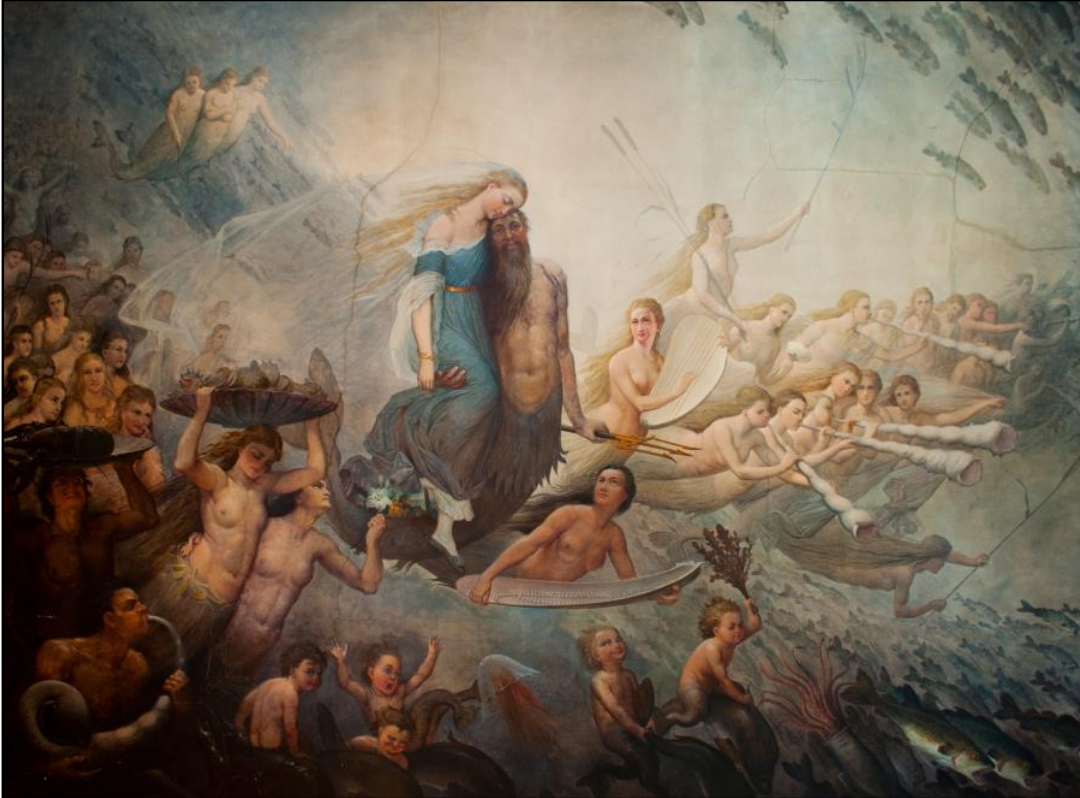
Fresque de la salle Agnete au manoir de Fuglsang représentant une scène du conte danois Agnès et le Triton de Andersen.

La salle de musique est très grande et réputée pour son acoustique exceptionnelle. À côté, la salle Agnete (Agnetestuen), est ornée d’une une fresque au plafond représentant une scène du vieux conte populaire danois Agnès et le Triton  qui a inspiré Andersen. La peinture a été créée par le peintre Axel Viggo Wørmer. Wørmer a également créé les décorations pompéiennes dans la bibliothèque de Fuglsang, l'ancienne salle de billard. Le billard est désormais installé dans la résidence d'été du Premier ministre Marienborg.

## Aujourd'hui
Aujourd'hui, Fuglsang sert de lieu de concerts, d'expositions et autres activités culturelles. Un ensemble musical de neuf musiciens, le Storstrøm Kammerensemble, est rattaché à Fuglsang, où il donne des concerts et organise des festivals. Ceux-ci sont donnés soit dans la grande salle de musique du manoir, soit dans une salle de concert conçue spécialement à cet effet dans l'ancienne demeure du fermier principal. En-dehors des expositions permanentes, des expositions temporaires sont organisées dans le musée attenant au manoir.
Le domaine Fuglsang/Priorskov s'étend sur 1 731 hectares. Il est géré comme un domaine agricole actif.

## Liste des propriétaires
- (1403) Laurides Nielsen Kabel
- (1423-1440) Mule Axel Andersen
- ( -1446) Mette Jensdatter Due
- (1446-1457) Maribo Kloster
- (1457-1477) Oluf Andersen Gøye
- (1477- ) Cecilie Pedersdatter, cadeau 1) Gøye, 2) Venstermand
- (1480-1492) Johan Venstermand
- (1477-1507) Sophie Olufsdatter Gøye, don Venstermand
- (1494-1506) Henning Venstermand
- (1509-1510) Erik Clausen Nab
- ( - ) Birgitte Clausdatter Daa, cadeau Bølle
- ( -1539) Mads Eriksen Boule
- (1539- ) Dorte Madsdatter Bølle, don Rud
- ( -1554) Knud Jørgensen Rud
- (1554-1577) Erik Knudsen Rud
- (1577-1592) Peder Eriksen Rud
- (1577-1611) Knud Eriksen Rud
- (1577-1630) Corfitz Eriksen Rud
- (1630) Helvig Corfitzdatter Rud, cadeau Krabbe
- (1630-1645) Gregers Krabbe
- (1645) Vibeke Gregersdatter Krabbe, cadeau Daa
- (1645-1661) Christen Daa
- (1661-1685) Reine Sophie Amalie
- (1685-1726) La Couronne
- (1726-1726) Christian Carl Gabel
- (1726-1757) Abraham Lehn
- (1757-1759) Catharina Margaretha Wallmoden née Lehn
- (1759-1793) Christophe Georg von Wallmoden
- (1793-1819) Friedrich von Wallmoden
- (1819-1835) Peter Johansen Neergaard
- (1835-1849) Johan Ferdinand Petersen Neergaard
- (1849-1866) Charlotte Louise Elisabeth Neergaard
- (1866-1915) Viggo Johansen Neergaard
- (1915-1947) Ellen Bodil Neergaard , née Hartmann
- (1947-présent) Det Classenske Fideicommis